# Hydrellia spinicornis
Hydrellia spinicornis är en tvåvingeart som beskrevs av Cresson 1918. Hydrellia spinicornis ingår i släktet Hydrellia och familjen vattenflugor. Inga underarter finns listade i Catalogue of Life.